# Яковлев, Александр Сергеевич
Алекса́ндр Серге́евич Я́ковлев (19 марта [1 апреля] 1906, Москва — 22 августа 1989[…], Москва) — советский авиаконструктор, чл.-корр. (1943) и академик АН СССР (1976). Генерал-полковник авиации (с 1984; с 1946 по 1951 — генерал-полковник инженерно-авиационной службы; с 1951 по 1971 — генерал-полковник инженерно-технической службы, c 1971 по 1984 — генерал-полковник-инженер). Дважды Герой Социалистического Труда. Генеральный конструктор ОКБ имени Яковлева (1956—1984). Лауреат Ленинской, Государственной и шести Сталинских премий. Депутат Верховного Совета СССР.

## Биография
Родился 19 марта (1 апреля) 1906 года в Москве; был крещён 26 марта 1906 года в церкви Николая Чудотворца, что в Драчах. Отец — потомственный почётный гражданин Сергей Васильевич Яковлев, окончил московское Александровское коммерческое училище. По окончании обучения служил в транспортном отделе нефтяной фирмы «Товарищество братьев Нобель». Мать — Нина Владимировна, домохозяйка.
Род Яковлевых происходил из крепостных крестьян графа Дмитриева-Мамонова. Дед Александра Сергеевича — Василий Афанасьевич держал в Москве свечную лавку у Ильинских ворот и имел подряд на освещение люстр Большого театра.

### Карьера
В 1916 году поступил в частную мужскую гимназию П. Н. Страхова. В 1919—1922 годах работал курьером, продолжая учиться в школе. С 1922 года строил летающие авиамодели в школьном кружке. В 1920-е годы Яковлев — один из зачинателей советского авиамоделизма, планеризма и спортивной авиации.
В 1924 году Александр Яковлев построил свой первый летательный аппарат — планёр АВФ-10, который был премирован как один из лучших советских планёров на всесоюзных соревнованиях.
В 1924—1927 годах Яковлев работал сначала рабочим, затем мотористом лётного отряда ВВИА имени Н. Е. Жуковского. Несмотря на многочисленные просьбы и обращения, в академию его не брали, ввиду «не пролетарского происхождения». В 1927 году Яковлев построил лёгкий самолёт АИР-1. С тех пор 12 мая 1927 года, день первого полета АИР-1, считается датой рождения ОКБ А. С. Яковлева.
В 1927 году был зачислен в Академию имени Н. Е. Жуковского, которую окончил в 1931 году. В 1931 поступил инженером на авиазавод № 39 им. Менжинского, где в августе 1932 года организовал группу лёгкой авиации.
15 января 1934 года Яковлев стал начальником производственно-конструкторского бюро Спецавиатреста Авиапрома, в 1935—1956 годах был главным конструктором. Член ВКП(б) с 1938 года.
С 11 января 1940 года по 1946 год одновременно являлся заместителем наркома авиационной промышленности по новой технике, с марта 1946 года заместителем министра авиационной промышленности (по общим вопросам). В июле 1946 года оставил должность заместителя министра по собственному желанию.
С 1956 по 1984 год — Генеральный конструктор ОКБ имени Яковлева.
Всего ОКБ создало свыше 200 типов и модификаций летательных аппаратов, в том числе более 100 серийных:
- лёгкие самолёты различного назначения: спортивные, многоцелевые, в том числе реактивные
- истребители Великой Отечественной войны
- первые советские реактивные истребители и перехватчики
- десантные планеры и вертолёты, в том числе самый большой в мире в 1950-е вертолёт Як-24
- семейство сверхзвуковых самолётов, включающее первые советские сверхзвуковые бомбардировщики, разведчики и перехватчики
- первые в СССР самолёты короткого и вертикального взлёта и посадки, включая сверхзвуковой, не имеющий аналогов
- реактивные пассажирские самолёты
- беспилотные летательные аппараты

Генерал-полковник авиации (с 1984; с 1946 по 1951 — генерал-полковник инженерно-технической службы, с 1951 по 1984 — генерал-полковник инженерно-авиационной службы). Академик АН СССР (1976; член корреспондент с 1943 года).
С 1934 года самолёты ОКБ непрерывно находятся в крупносерийном производстве и эксплуатации. Всего построено более 70 тысяч самолётов «Як», в том числе более 40 тысяч самолётов во время Великой Отечественной войны, в частности 2/3 всех истребителей составляли самолёты Яковлева. Самолёты ОКБ отмечены Ленинской, Государственной и шестью Сталинскими премиями. Они получили широкое распространение в нашей стране и за рубежом. Сталинскую премию первой степени (150 000 рублей) А. С. Яковлев передал в марте 1943 года в Фонд обороны на строительство истребителя для самого лучшего лётчика Советских ВВС. 18 ноября 1943 года А. С. Яковлев вручил построенный на эти деньги самолёт Як-9 дважды Герою Советского Союза гвардии майору П. А. Покрышеву.
Скончался 22 августа 1989 года. Похоронен в Москве на Новодевичьем кладбище (участок № 11).

## Самолёты
Под руководством Яковлева ОКБ 115 выпустило свыше 200 типов и модификаций летательных аппаратов, в том числе более 100 серийных. С 1932 года самолёты ОКБ непрерывно находятся в крупносерийном производстве и эксплуатации. За 70 лет построено 70 000 самолётов «Як». Во время Великой Отечественной войны для фронта было построено 40 000 самолётов «Як». На самолётах КБ Яковлева установлено 74 мировых рекорда.
На самолётах Яковлева во время Великой Отечественной войны летали:
- советский лётчик-ас А. И. Покрышкин — очень недолго, предпочтя цельнометаллическую P-39 «Airacobra»;
- лётчики полка Нормандия-Неман;
- дважды Герой Советского Союза А. В. Ворожейкин — 46 сбитых самолётов из 52 (6 на И-16 на Халхин-Голе);
- А. И. Колдунов — 46 побед и Е. Я. Савицкий — 22 победы, причём последний был единственным летающим командиром авиакорпуса (в Красной армии после 1941 года не летали даже некоторые командиры полков).

## Награды и премии
- дважды Герой Социалистического Труда (28 октября 1940[11], 12 июля 1957)[12]
- Орден Ленина (27 апреля 1939)[13]
- Орден Ленина (28 октября 1940)[11]
- Орден Ленина (6 сентября 1942)[14]
- Орден Ленина (25 мая 1944)[15]
- Орден Ленина (5 июля 1945) — за образцовое выполнение заданий Правительства по производству боевых самолётов[16]
- Орден Ленина (15 ноября 1950)[17]
- Орден Ленина (31 марта 1956)[18]
- Орден Ленина (31 марта 1966)
- Орден Ленина (23 июня 1981)
- Орден Ленина (17 августа 1984)[19]
- орден Октябрьской Революции (26 апреля 1971)[19]
- два ордена Красного Знамени (3 ноября 1944[20], 26 октября 1955)[19]
- орден Суворова I степени (16 сентября 1945) — за образцовое выполнение заданий Правительства по выпуску боевых самолётов, моторов, авиационных приборов, винтов и агрегатов самолётного и моторного оборудования в период Отечественной войны[21]
- орден Суворова II степени (19 августа 1944)[22]
- орден Отечественной войны I степени (10 июня 1945)[19]
- орден Трудового Красного Знамени (17 сентября 1975)[19]
- орден Красной Звезды (17 августа 1933)[19]
- Сталинская премия I степени (14 марта 1941) — за разработку новой конструкции самолёта[19]
- Сталинская премия I степени (10 апреля 1942) — за разработку новой конструкции самолёта[19]
- Сталинская премия I степени (1943) — за модификацию и усовершенствование боевых самолётов[19]
- Сталинская премия I степени (1946) — за разработку конструкции нового самолёта-истребителя «Яковлев-3» и коренное усовершенствование истребителя «Яковлев-9»[19]
- Сталинская премия I степени (1947) — за разработку конструкции нового образца боевого самолёта[19]
- Сталинская премия I степени (1948) — за создание нового типа боевого самолёта[19]
- Ленинская премия (1972)[19]
- Государственная премия СССР (1977)[19]
- орден Почётного легиона степени «Офицер» (фр. Officier de l'Ordre national de la Légion d'Honneur) (Франция, 31 мая 1944)[23][24]
- Военный крест с пальмовой ветвью (Франция)[19]
- Золотая авиационная медаль ФАИ (1967)[19]

## Публикации
- Яковлев А. С. Рассказы конструктора. — М.: Воениздат, 1950. — 96 с. — (Библиотека солдата).
- Яковлев А. С. 50 лет советского самолетостроения. — М.: Наука, 1968. — 204 с. — 15 000 экз.
- Яковлев А. С. Цель жизни (записки авиаконструктора). — изд. 3-е, доп.. — М.: Политиздат, 1972. — 608 с. — (О жизни и о себе). — 200 000 экз.
- Яковлев А. С. Советские самолёты. — изд. 3-е, перераб. и доп.. — М.: Наука, 1979. — 400 с. — 25 000 экз.
- Яковлев А. С. Записки конструктора. — М.: Политиздат, 1979. — 303 с.
- Яковлев А. С. Воспоминания о людях и событиях. — М.: Яуза-Каталог, 2019. — 472 с. — (Эпохальные мемуары). — ISBN 978-5-6040917-8-4.

## Семья
- Первая жена — Лидия Николаевна Рудинкина (брак с 1934 по 1937), инженер[25]. Приёмная дочь Яна Рудзутака. Внучка кучера великого князя Сергея Александровича Андрея Алексеевича Рудинкина[26].
- Вторая жена — Медникова Екатерина Матвеевна, лётчик-испытатель.
- Младший сын — Яковлев Александр Александрович (дочь — Яковлева Екатерина Александровна).
- Старший сын — Яковлев Сергей Александрович (у него двое сыновей от разных жён. Скончался в 2024 году).

## Память
- В Москве в Чапаевском парке установлен бронзовый бюст Яковлева.
- Имя Яковлева носят:
  - Опытное конструкторское бюро 115 (ОКБ 115)
  - Московский машиностроительный завод «Скорость»;
  - улица Авиаконструктора Яковлева (бывшая 2-я улица Усиевича) в районе Аэропорт (с 2006) в САО города Москвы;
  - улица в Новороссийске.
  - улица в Улан-Удэ.
  - улица в Копище (Минский район)

- Могила Яковлева на Новодевичьем кладбище Москвы
- Бюст Яковлева в Москве
- Купон к листу Почтовых марок России, 2006 год